# Obuchovo (stanice metra v Petrohradu)
Obuchovo (rusky Обу́хово) je stanice petrohradského metra na lince Něvsko-Vasileostrovskaja.

## Charakter stanice
Obuchovo je podzemní, jednolodní stanice (jako jediná na této lince), ražená, hluboko (62 m pod povrchem) založená. Postavena byla na Něvsko-Vasileostrovské lince jako součást úseku Lomonosovskaja – Obuchovo. Její nástupiště není podpíráno sloupy, uprostřed něj jsou umístěné ale lampy a stěny za jsou pak obložené mramorem. Jedna ze stěn na konci nástupiště je ukončena výstupem s eskalátorovým tunelem, druhá sousoším s tematikou socialistického realismu (stávka dělníků v roce 1901). Jediný výstup vede do povrchového proskleného vestibulu, nacházejícího se nedaleko blízké zastávky na železniční trati Petrohrad-Moskva. Veřejnosti stanice slouží od 10. července 1981.